# Shorttrack-Weltmeisterschaften 2014
Die Shorttrack-Weltmeisterschaften 2014 fanden vom 14. bis 16. März 2014 in der Aréna Maurice-Richard in Montreal statt.
Insgesamt wurden zwölf Wettbewerbe ausgetragen. Es gab, jeweils für Frauen und Männer, einen Mehrkampf sowie Einzelrennen über 500, 1000 und 1500 Meter. Die acht in der Mehrkampfwertung am besten platzierten Läufer nach diesen drei Strecken traten außerdem über 3000 Meter an. Zusätzlich gab es Staffelwettbewerbe, bei den Frauen über 3000 Meter und bei den Männern über 5000 Meter.
In den Mehrkampf flossen die erzielten Ergebnisse über die vier Einzelstrecken ein. Der Erstplatzierte in einem Einzelrennen bekam 34 Punkte, der Zweite 21, der Dritte 13, der Vierte acht, der Fünfte fünf, der Sechste drei, der Siebte zwei und der Achte einen. Allerdings wurden nur Punkte vergeben, wenn der Läufer das Finale erreichte. Bei einer Disqualifikation wurden keine Punkte zuerkannt. Die Addition der erzielten Punkte eines Läufers ergab das Endklassement im Mehrkampf.

## Ergebnisse

### Frauen

#### Mehrkampf
| Rang | Name            | Punkte |
| ---- | --------------- | ------ |
| 1.   | Shim Suk-hee    | 102    |
| 2.   | Park Seung-hi   | 73     |
| 3.   | Valérie Maltais | 39     |
| 4.   | Elise Christie  | 36     |
| 5.   | Jessica Smith   | 24     |
| 5.   | Kim A-lang      | 24     |
| 7.   | Jorien ter Mors | 16     |
| 7.   | Fan Kexin       | 16     |

#### 500 Meter
| Rang | Name               | Zeit     |
| ---- | ------------------ | -------- |
| 1.   | Park Seung-hi      | 42,792 s |
| 2.   | Elise Christie     | 42,870 s |
| 3.   | Fan Kexin          | 42,942 s |
| 4.   | Jorien ter Mors    | 43,008 s |
| 5.   | Shim Suk-hee       | 43,252 s |
| 6.   | Arianna Fontana    | 43,031 s |
| 7.   | Marianne St-Gelais | 43,139 s |
| 8.   | Marie-Ève Drolet   | 43,379 s |

#### 1000 Meter
| Rang | Name              | Zeit         |
| ---- | ----------------- | ------------ |
| 1.   | Shim Suk-hee      | 1:30,488 min |
| 2.   | Park Seung-hi     | 1:30,597 min |
| 3.   | Valérie Maltais   | 1:30,690 min |
| 4.   | Elise Christie    | 1:30,753 min |
| 5.   | Arianna Fontana   | 1:31,956 min |
| 6.   | Véronique Pierron | 1:32,663 min |
| 7.   | Kim A-lang        | 1:32,206 min |
| 8.   | Bernadett Heidum  | 1:32,040 min |

#### 1500 Meter
| Rang | Name            | Zeit         |
| ---- | --------------- | ------------ |
| 1.   | Shim Suk-hee    | 2:34,423 min |
| 2.   | Kim A-lang      | 2:34,717 min |
| 3.   | Park Seung-hi   | 2:34,838 min |
| 4.   | Valerie Maltais | 2:34,922 min |
| 5.   | Elise Christie  | 2:34,972 min |
| 6.   | Jessica Smith   | 2:35,330 min |
| 7.   | Fan Kexin       | 2:35,487 min |

#### 3000 Meter Superfinale
| Rang | Name            | Zeit         |
| ---- | --------------- | ------------ |
| 1.   | Shim Suk-hee    | 4:50,829 min |
| 2.   | Jessica Smith   | 4:51,625 min |
| 3.   | Valérie Maltais | 4:52,082 min |
| 4.   | Jorien ter Mors | 4:52,965 min |
| 5.   | Park Seung-hi   | 4:53,674 min |
| 6.   | Kim A-lang      | 4:54,471 min |
| 7.   | Elise Christie  | 5:01,148 min |
| 8.   | Fan Kexin       | 5:19,932 min |

#### 3000 Meter Staffel
| Rang | Name                                                                  | Zeit            |
| ---- | --------------------------------------------------------------------- | --------------- |
| 1.   | Volksrepublik ChinaLiu Qiuhong Kong Xue Fan Kexin Han Yutong          | 4:10,062 min    |
| 2.   | KanadaJessica Gregg Valérie Maltais Marianne St-Gelais Jessica Hewitt | 4:11,568 min    |
| 3.   | ItalienArianna Fontana Cecilia Maffei Lucia Peretti Elena Viviani     | 4:32,654 min    |
| 4.   | SüdkoreaCho Ha-ri Park Seung-hi Shim Suk-hee Kim A-lang               | disqualifiziert |

### Männer

#### Mehrkampf
| Rang | Name            | Punkte |
| ---- | --------------- | ------ |
| 1.   | Wiktor Ahn      | 63     |
| 2.   | John Celski     | 55     |
| 3.   | Charles Hamelin | 48     |
| 4.   | Wu Dajing       | 42     |
| 5.   | Park Se-yeong   | 34     |
| 5.   | Han Tianyu      | 34     |
| 7.   | Shi Jingnan     | 31     |
| 8.   | Sjinkie Knegt   | 23     |

#### 500 Meter
| Rang | Name               | Zeit     |
| ---- | ------------------ | -------- |
| 1.   | Wu Dajing          | 40,526 s |
| 2.   | John Celski        | 40,582 s |
| 3.   | Charles Hamelin    | 40,623 s |
| 4.   | Wiktor Ahn         | 41,207 s |
| 5.   | Han Tianyu         | 40,582 s |
| 6.   | Shi Jingnan        | 40,641 s |
| 7.   | Wladimir Grigorjew | 40,651 s |
| 8.   | Semjon Jelistratow | 40,699 s |

#### 1000 Meter
| Rang | Name               | Zeit            |
| ---- | ------------------ | --------------- |
| 1.   | Wiktor Ahn         | 1:25,446 min    |
| 2.   | Sjinkie Knegt      | 1:25,626 min    |
| 3.   | Park Se-yeong      | 1:25,737 min    |
| 4.   | Han Tianyu         | 1:25,784 min    |
| 5.   | Shi Jingnan        | 1:25,978 min    |
| 6.   | John Celski        | 1:24,937 min    |
| 7.   | Semjon Jelistratow | 1:24,973 min    |
| 8.   | Chris Creveling    | 1:50,122 min    |
| 9.   | Charles Hamelin    | disqualifiziert |

#### 1500 Meter
| Rang | Name            | Zeit         |
| ---- | --------------- | ------------ |
| 1.   | Charles Hamelin | 2:15,049 min |
| 2.   | Han Tianyu      | 2:15,138 min |
| 3.   | Park Se-yeong   | 2:15,262 min |
| 4.   | Wiktor Ahn      | 2:15,393 min |
| 5.   | Wu Dajing       | 2:16,179 min |
| 6.   | Lee Han-bin     | 2:16,262 min |
| 7.   | Sin Da-woon     | 3:18,902 min |

#### 3000 Meter Superfinale
| Rang | Name            | Zeit         |
| ---- | --------------- | ------------ |
| 1.   | John Celski     | 4:59,528 min |
| 2.   | Shi Jingnan     | 5:01,801 min |
| 3.   | Wiktor Ahn      | 5:12,334 min |
| 4.   | Park Se-yeong   | 5:12,710 min |
| 5.   | Han Tianyu      | 5:13,204 min |
| 6.   | Wu Dajing       | 5:14,505 min |
| 7.   | Sjinkie Knegt   | 5:18,974 min |
| 8.   | Charles Hamelin | 5:19,370 min |

#### 5000 Meter Staffel
| Rang | Name                                                                           | Zeit         |
| ---- | ------------------------------------------------------------------------------ | ------------ |
| 1.   | NiederlandeNiels Kerstholt Daan Breeuwsma Freek van der Wart Sjinkie Knegt     | 6:52,618 min |
| 2.   | SüdkoreaKim Yun-jae Lee Han-bin Park Se-yeong Sin Da-woon                      | 6:52,651 min |
| 3.   | Vereinigtes KönigreichJon Eley Paul Stanley Jack Whelbourne Richard Shoebridge | 6:52,716 min |
| 4.   | RusslandSemjon Jelistratow Dmitri Migunow Wladimir Grigorjew Wiktor Ahn        | 6:52,904 min |

## Medaillenspiegel
| Rang   | Nation                 | Gold | Silber | Bronze | Gesamt |
| ------ | ---------------------- | ---- | ------ | ------ | ------ |
| 1      | Südkorea               | 5    | 4      | 3      | 12     |
| 2      | Volksrepublik China    | 2    | 2      | 1      | 5      |
| 3      | Russland               | 2    | –      | 1      | 3      |
| 4      | Vereinigte Staaten     | 1    | 3      | –      | 4      |
| 5      | Kanada                 | 1    | 1      | 5      | 7      |
| 6      | Niederlande            | 1    | 1      | –      | 2      |
| 7      | Vereinigtes Königreich | –    | 1      | 1      | 2      |
| 8      | Italien                | –    | –      | 1      | 1      |
| Gesamt | Gesamt                 | 12   | 12     | 12     | 36     |